# Maciej Jankowski
Maciej Jankowski (Varsavia, 4 gennaio 1990) è un calciatore polacco, attaccante del Template:Calcio Mazovia Minsk Mazowiecki.

## Carriera

### Club

#### Ruch Chorzów
Nel mercato estivo del 2010 firma un contratto triennale con il Ruch Chorzów.
Debutta con il Ruch Chorzów il 5 agosto 2010 nella sconfitta fuori casa per 3-0 contro l'Austria Vienna, partita di Europa League, quando subentra all'80 a Marcin Zając.
Debutta in campionato il 21 agosto 2010, subentrato a Sebastian Olszar al 74', sigla nove minuti dopo il suo primo gol, porta il punteggio sul 2-2, due minuti dopo però il GKS Bełchatów.
Segna la sua prima doppietta il 22 settembre 2010 in Puchar Polski nella vittoria fuori casa per 1-3 contro il Ruch Zdzieszowice, facendo vincere la sua squadra.

### Nazionale
Debutta in nazionale il 16 dicembre 2011 nella vittoria per 1-0 contro la Bosnia ed Erzegovina.

## Statistiche

### Presenze e reti nei club
Statistiche aggiornate al 20 luglio 2013.
| Stagione            | Squadra             | Campionato          | Campionato | Campionato | Coppe nazionali | Coppe nazionali | Coppe nazionali | Coppe continentali | Coppe continentali | Coppe continentali | Altre coppe | Altre coppe | Altre coppe | Totale | Totale |
| Stagione            | Squadra             | Comp                | Pres       | Reti       | Comp            | Pres            | Reti            | Comp               | Pres               | Reti               | Comp        | Pres        | Reti        | Pres   | Reti   |
| ------------------- | ------------------- | ------------------- | ---------- | ---------- | --------------- | --------------- | --------------- | ------------------ | ------------------ | ------------------ | ----------- | ----------- | ----------- | ------ | ------ |
| 2006-2007           | KS Piaseczno        | III L               | 0          | 0          | PP              | 0               | 0               | -                  | -                  | -                  | -           | -           | -           | 0      | 0      |
| 2007-2008           | KS Piaseczno        | III L               | 0          | 0          | PP              | 0               | 0               | -                  | -                  | -                  | -           | -           | -           | 0      | 0      |
| 2008-2009           | KS Piaseczno        | III L               | 0          | 0          | PP              | 0               | 0               | -                  | -                  | -                  | -           | -           | -           | 0      | 0      |
| 2009-2010           | KS Piaseczno        | III L               | 29         | 10         | PP              | 0               | 0               | -                  | -                  | -                  | -           | -           | -           | 29     | 10     |
| Totale KS Piaseczno | Totale KS Piaseczno | Totale KS Piaseczno | 29         | 10         |                 | 0               | 0               |                    | -                  | -                  |             | -           | -           | 29     | 10     |
| 2010–2011           | Ruch Chorzów        | EK                  | 28         | 8          | PP              | 4               | 2               | UEL                | 1                  | 0                  | -           | -           | -           | 33     | 10     |
| 2011-2012           | Ruch Chorzów        | EK                  | 29         | 8          | PP              | 4               | 0               | -                  | -                  | -                  | -           | -           | -           | 33     | 8      |
| 2012-2013           | Ruch Chorzów        | EK                  | 28         | 6          | PP              | 6               | 1               | UEL                | 4                  | 0                  | -           | -           | -           | 38     | 7      |
| 2013-2014           | Ruch Chorzów        | EK                  | ?          | ?          | PP              | ?               | ?               | -                  | -                  | -                  | -           | -           | -           | ?      | ?      |
| Totale Ruch Chorzów | Totale Ruch Chorzów | Totale Ruch Chorzów | 85         | 22         |                 | 14              | 3               |                    | 5                  | 0                  |             | -           | -           | 104    | 25     |
| Totale carriera     | Totale carriera     | Totale carriera     | 114        | 32         |                 | 14              | 3               |                    | 5                  | 0                  |             | -           | -           | 133    | 35     |

### Cronologia presenze e reti in nazionale
| Cronologia completa delle presenze e delle reti in nazionale ― Polonia | Cronologia completa delle presenze e delle reti in nazionale ― Polonia | Cronologia completa delle presenze e delle reti in nazionale ― Polonia | Cronologia completa delle presenze e delle reti in nazionale ― Polonia | Cronologia completa delle presenze e delle reti in nazionale ― Polonia | Cronologia completa delle presenze e delle reti in nazionale ― Polonia | Cronologia completa delle presenze e delle reti in nazionale ― Polonia | Cronologia completa delle presenze e delle reti in nazionale ― Polonia |
| Data                                                                   | Città                                                                  | In casa                                                                | Risultato                                                              | Ospiti                                                                 | Competizione                                                           | Reti                                                                   | Note                                                                   |
| ---------------------------------------------------------------------- | ---------------------------------------------------------------------- | ---------------------------------------------------------------------- | ---------------------------------------------------------------------- | ---------------------------------------------------------------------- | ---------------------------------------------------------------------- | ---------------------------------------------------------------------- | ---------------------------------------------------------------------- |
| 10-8-2011                                                              | Antalya                                                                | Polonia                                                                | 1 – 0                                                                  | Bosnia ed Erzegovina                                                   | Amichevole                                                             | -                                                                      |                                                                        |
| Totale                                                                 |                                                                        | Presenze                                                               | 1                                                                      |                                                                        | Reti                                                                   | 0                                                                      |                                                                        |

## Palmarès

### Club

#### Competizioni nazionali
- Campionato polacco: 1

Piast Gliwice: 2018-2019
- III liga: 1

Wieczysta Cracovia: 2023-2024